# José de la Trinidad Valera Angulo
José de la Trinidad Valera Angulo (ur. 3 września 1947 w San Lázaro) – wenezuelski duchowny katolicki, biskup diecezji Guanare w latach 2011–2023.

## Życiorys
Ukończył studia filozoficzne i teologiczne w Caracas. Uzyskał licencjat z filozofii na Katolickim Uniwersytecie
Andrés Bello oraz licencjat z teologii biblijnej na rzymskim Papieskim Uniwersytecie Gregoriańskim.
Święcenia kapłańskie przyjął 2 sierpnia 1971 i został inkardynowany do diecezji Trujillo. Był m.in. dyrektorem Komisji ds. Liturgii i Komunikacji Społecznej Rady Biskupów CELAM (1984-1987), podsekretarzem Konferencji Episkopatu Wenezueli (1990-1993) oraz kapelanem wojskowym i proboszczem parafii św. Katarzyny ze Sieny w Caracas (1993-1997).

### Episkopat
15 lutego 1997 został mianowany przez papieża Jana Pawła II biskupem pomocniczym archidiecezji Caracas oraz biskupem tytularnym Mozotcori. Sakry biskupiej udzielił mu 19 kwietnia tegoż roku ówczesny ordynariusz tejże archidiecezji, abp Ignacio Velasco, późniejszy kardynał.
18 października 2001 został mianowany biskupem diecezji La Guaira.
12 października 2011 został przeniesiony na stolicę biskupią Guanare. 12 kwietnia 2023 papież Franciszek przyjął jego rezygnację z pełnionego urzędu.